# Fédération bavaroise de football
La Fédération bavaroise de football (BFV, allemand : Bayerischer Fußball-Verband), est l'une des 21 fédérations régionales de la DFB, subalterne de la Süddeutscher Fußball-Verband (SFV). La fédération couvre le territoire du Land de Bavière, et a été créée en tant qu'association indépendante le 4 février 1949 mais ses origines remontent à 1945. Son siège se trouve à Munich, et elle est la plus grande des cinq fédérations régionales de la SFV.
En 2023, la BFV comptabilisait 1 592 098 licenciés, 4 611 clubs membres and 26 440 équipes jouant dans ses ligues, ce qui en fait la plus grande des 21 associations régionales d'Allemagne. En raison de son statut, la fédération a le droit à une place supplémentaire au premier tour de la DFB-Pokal, au même titre que les fédérations de Westphalie (FLVW) et de Basse-Saxe (NFV).

## Histoire

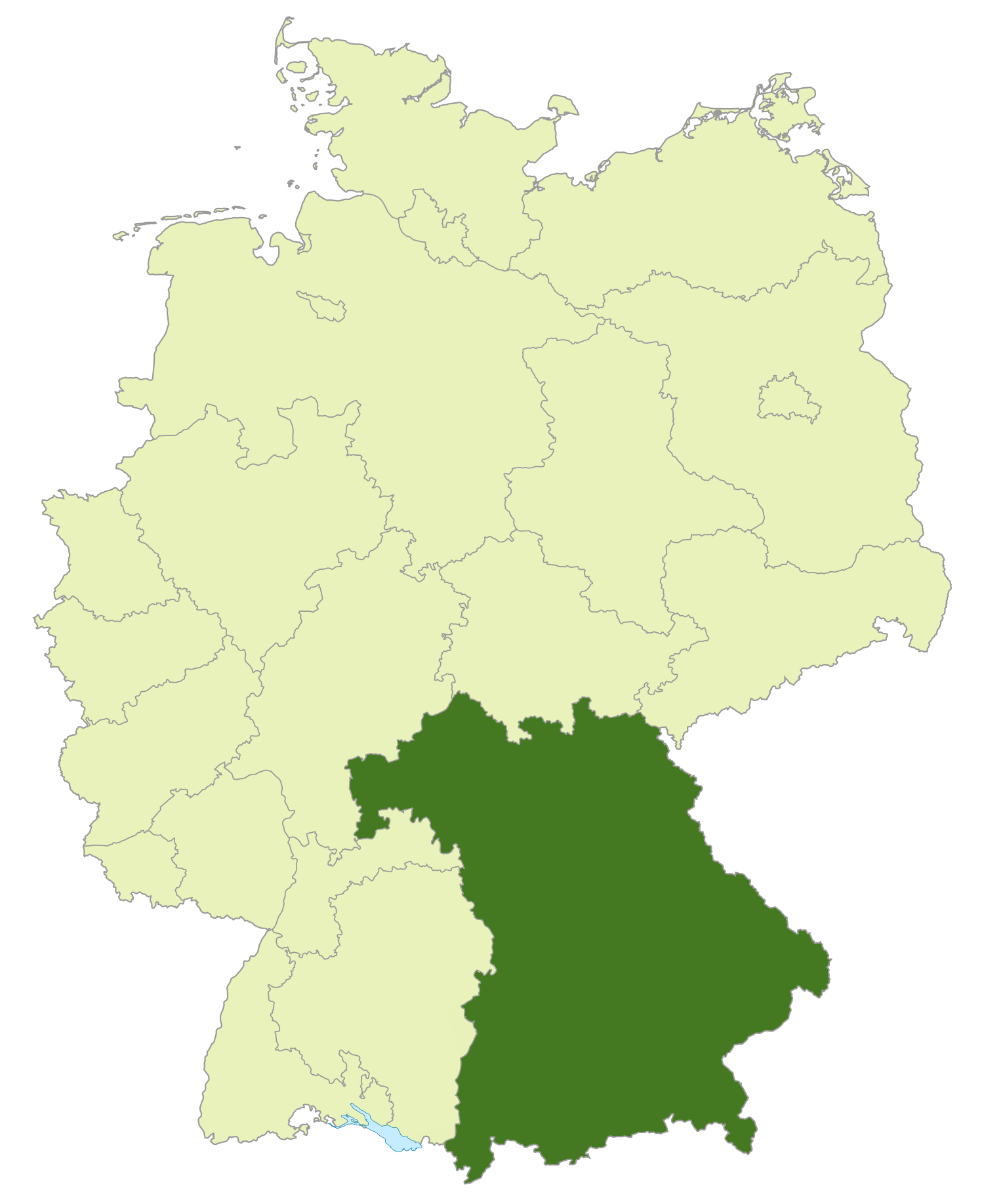
Territoire couvert par la Fédération bavaroise de football

### Avant laBFV
Le football en Allemagne du Sud, et donc en Bavière, était à l'origine administré par la Süddeutscher Fussball-Verband, fondée le 17 octobre 1897 à Karlsruhe, qui prendra par la suite le nom de Verband Süddeutscher Fussball-Vereine La nouvelle fédération commença à organiser une compétition régionale de football, le championnat de football d'Allemagne du Sud, suivi quelques années plus tard par un système de ligue.
En novembre 1927, la fédération fusionne avec la Fédération d'athlétisme d'Allemagne du Sud (allemand : Süddeutscher Leichtathletik-Verband) ce qui donne une fédération bien plus imposante, la Fédération de football et d'athlétisme d'Allemagne du Sud (allemand : Süddeutscher Fussball- und Leichtathletik-Verband, ou SFLV).
Avec la montée des nazis au pouvoir en 1933, la fédération reçoit l'ordre de Berlin de se dissoudre en mars 1933. Le 6 août 1933, la SFLV tient sa dernière assemblée générale, à Stuttgart, où l'ordre de dissolution a été officiellement exécuté. La liquidation financière de la fédération est complétée en 1942.

### LaBFV
Après la Seconde Guerre mondiale, la Bavière fut intégrée à la zone d'occupation américaine. Les déplacements à l'intérieur de la zone d'occupation étant restreints, la reconstitution d'une fédération d'Allemagne du Sud semblait initialement impossible. Cependant, le 18 juillet 1945, une Fédération sportive bavaroise, la Bayerischer Landes-Sportverband (BLSV), fut créée et officiellement reconnue par les autorités américaines un an plus tard. Cette nouvelle fédération ne fut pas sans opposition, car elle était perçue par les anciens membres de la SFLV comme un obstacle au rétablissement de cette dernière.
La situation dégénéra rapidement en conflit, car en septembre 1945, une ligue régionale de football fut créée, l'Oberliga Süd, composée de 16 des plus importants clubs de football d'Allemagne du Sud. Les organisateurs de cette compétition avaient également reçu l'autorisation des autorités américaines de rétablir la SFV. Sous l'Oberliga, la SFV, qui n'avait pas encore été officiellement rétablie, décréta que des Landesligas devaient être créées pour chacun des Länder.
Le 4 novembre 1945, la nouvelle Oberliga Süd débute sa première saison, ayant contraint les deux plus gros clubs de Munich, le Bayern et le TSV 1860 à rompre leur promesse de prendre part à un championnat de football de Munich. En conséquence, les deux clubs furent expulsées de la BLSV. Afin d'apaiser les frictions entre la BLSV et les clubs bavarois, Hans Huber – plus tard président de la BFV – est nommé responsable de la section football de la BLSV, et réintègre les deux clubs munichois à la fédération.
Confronté aux accusations selon lesquelles la section football ne tenait pas suffisamment tête à la BLSV, la section décida finalement de s'établir en tant qu'organisation indépendante et devint la Bayerischer Fussball-Verband le 4 février 1949. De plus, le 19 décembre 1949, la Fédération de football d'Allemagne du Sud fut officiellement réétablie. Pour éviter toute friction entre la fédération et les fédérations régionales, celles-ci devinrent membres de la SFV, mais les clubs eux-mêmes restèrent membres de leur fédérations régionales respectives uniquement. La SFV avait la responsabilité d'organiser l'Oberliga Süd ainsi que la nouvellement créée 2. Oberliga Süd, les divisions inférieures tombant sous la responsabilité des fédérations régionales.
La BFV est quant à elle organisée en 7 fédérations, organisées selon les districts (Bezirke) de Bavière, à savoir les Haute-, Moyenne- et Basse-Franconie, les Haute- et Basse-Bavière, le Haut-Palatinat et la Souabe.

## Ligues
Le système de ligues bavarois comprend des ligues seniors masculines, féminines et juniors masculines et féminines ainsi que des compétitions de coupe. Il organise des ligues régionales, la Bayernliga, pour les hommes, les femmes, les garçons de moins de 19, 17 et 15 ans et les filles de moins de 17 ans. En dessous de celles-ci, il existe des ligues régionales, les Landesligen, suivies d'une pyramide de ligues qui s'étend jusqu'au 12e niveau du système de ligues de football allemand dans certaines régions.
La Coupe de Bavière est la coupe la plus prestigieuse en Bavière, et comporte une édition masculine et une édition féminine.
Les ligues de haut niveau en Bavière depuis 2012-2013 sont :
| Groupe      | Ligue                         | Niveau |
| Hommes      | Bayernliga                    | 5      |
| Femmes      | Bayernliga féminine           | 4      |
| Garçons U19 | Bayernliga U19                | 2      |
| Garçons U17 | Bayernliga U17                | 2      |
| Filles U17  | Bayernliga féminine U17       | 1      |
| Garçons U15 | Bayernliga U15                | 2      |
| Filles U15  | Bezirksoberliga féminines U15 | 1      |
| Garçons U13 | Bezirksoberliga U13           | 1      |

1. ↑  Dans deux divisions régionales.
2. ↑  Seulement dans quelques régions.

### Détail des ligues senior
| Niveau | Ligue                   |
| Hommes | Hommes                  |
| ------ | ----------------------- |
| 4      | Regionalliga Bavière    |
| 5      | Bayernliga              |
| 6      | Landesligen (5 groupes) |
| 7      | Bezirksligen            |
| 8      | Kreisligen              |
| 9      | Kreisklassen            |
| 10     | A-Klassen               |
| 11     | B-Klassen               |
| 12     | C-Klassen               |

| Niveau | Ligue             |
| Femmes | Femmes            |
| ------ | ----------------- |
| 4      | Bayernliga        |
| 5      | Landesligen       |
| 6      | Bezirks-Oberligen |
| 7      | Bezirksligen      |
| 8      | Kreisligen        |
| 9      | Kreisklassen      |
| 10     | A-Klassen         |

## Clubs exilés
Le SV Kleinwalsertal, jouait en 2017-2018 dans la B-Klasse Allgäu 8. Le club n'a plus d'équipe senior, mais ses 3 équipes junior jouent encore dans les ligues bavaroises 
Un certain nombre de clubs bavarois ont choisi de jouer dans les systèmes de ligue des Länder voisins pour des raisons géographiques. Le FC Bayern Alzenau joue dans les ligues de Hesse, et le Viktoria Aschaffenbourg le faisait également précédemment. Un certain nombre de clubs de la région frontalière du Wurtemberg, le long de la rivière Iller, ont choisi de jouer dans les ligues du Wurtemberg, les plus performants d'entre eux étant le SpVgg Au/Iller, le FV Illertissen et le SpVgg Lindau. Le Viktoria Aschaffenbourg et le FV Illertissen sont tous deux revenus dans les ligues bavaroises à partir de 2012, profitant de l'opportunité de jouer dans la nouvelle Regionalliga Bavière.
Au total, 75 clubs du district bavarois de Souabe évoluent dans les ligues du Wurtemberg, dont 45 dans la région du Danube et de l'Iller, le reste de ces clubs étant réparti dans d'autres régions frontalières de la WFV. Fin 2010, l'idée a été lancée que ces clubs pourraient être contraints à un retour au système de ligue bavarois, mais cette idée a été abandonnée.

## Règlement
Les règles du jeu en Bavière (allemand : Spielordnung) contiennent un certain nombre de clauses spécifiques qui dévient parfois du cadre standard de la DFB.
La BFV catégorise les joueurs en 3 groupes : amateurs, sous contrat et sous licence. Un joueur amateur n'est pas payé pour sa participation à un match et ne reçoit pas plus de 249,99 € par mois de rémunération. Les joueurs professionnels sont subdivisés entre les joueurs sous contrat et les joueurs sous licence. Un joueur sous contrat est un joueur membre d'un club qui perçoit des paiements supérieurs à 250 €, tandis qu'un joueur sous licence est un professionnel à part entière.
La fédération définit de plus la saison comme débutant le 1er juillet d'une année, et se terminant le 30 juin de l'année suivante. Elle proscrit l'organisation de matchs en janvier, sauf s'ils se déroulent en salle.
Chaque club participant à une ligue doit avoir un certain nombre d'équipes juniors, en fonction de la ligue dans laquelle il évolue, les clubs de Landesliga (D6) et de Bayernliga (D5) devant en avoir le plus, trois. Chaque club doit également fournir un arbitre par équipe senior.
Les ligues du 4e au 6e niveau doivent avoir 18 équipes, et les ligues inférieurs doivent avoir un effectif de 16 équipes. Le nombre peut également fluctuer en fonction des promotions et relégations. Un nom de ligue est imposé pour chaque niveau. Jusqu'à la Kreisklasse (le quatrième niveau le plus bas), les équipes premières et réserves peuvent jouer au même niveau, mais pas dans le même groupe.
Contrairement à la plupart des autres associations de football en Allemagne, la Bavière n'utilisait pas la différence de buts pour déterminer le classement en championnat si deux équipes ou plus étaient à égalité de points au classement final. Si deux équipes ou plus étaient à égalité de points au classement du championnat, de la promotion ou de la relégation, les équipes devaient jouer des matchs décisifs. Cependant, cette règle n'a pas été temporairement appliquée en 2011-2012 en raison du grand nombre de matchs décisifs déjà nécessaires pour déterminer la composition du futur système de championnat après 2012 et ses changements majeurs. Depuis lors, la différence de buts est utilisée dans les ligues de niveau supérieur, tandis que les niveaux inférieurs ont la possibilité de sélectionner la méthode qu'ils souhaitent utiliser.
Tous les champions du système de ligue bavarois ont droit à une promotion directe. Si un club refuse la promotion, le droit est transmis à l'équipe suivante, au maximum à l'équipe classée 4e au classement final.
Si un club fait faillite en cours de saison, son équipe première sera automatiquement reléguée dans la division inférieure. Les équipes réserve ou les équipes de jeunes ne sont pas concernées par cette mesure, mais si une équipe féminine évolue dans une division supérieure à celle des hommes, c'est l'équipe féminine qui sera reléguée.
Si un joueur évolue dans une équipe professionnelle d'un club, il ne peut pas être utilisé dans l'équipe réserve pendant un maximum de 10 jours. Cette règle ne s'applique toutefois pas aux joueurs de moins de 23 ans, c'est pourquoi de nombreuses équipes de réserve de clubs professionnels jouent en tant qu'équipes U23.
Dans les Kreisligen et les ligues inférieures, les joueurs ayant été remplacés peuvent être redéployés pendant un match. Cela n'est pas autorisé dans les ligues supérieures.

### Les autres fédérations subalternes de la SFV
- Badischer Fußballverband (bfv)
- Südbadischer Fußball-Verband (SBFV)
- Hessischer Fußballverband (HFV)
- Württembergischer Fußball-Verband (WFV)

### Sources
- (de) 100 Jahre Süddeutscher Fussball-Verband – SFV, éditeur: Vindelica Verlag, publié en 1996
- (de) 50 Jahre Bayerischer Fussball-Verband – BFV, éditeur: Vindelica Verlag, publié en 1995
- (de) « Spielordnung » Site de la BFV – Règlement (Septembre 2017)